# Calanchi pliocenici dell'Appennino faentino
Calanchi pliocenici dell'Appennino faentino este o arie protejată (arie specială de conservare — SAC, sit de importanță comunitară — SCI) din Italia întinsă pe o suprafață de 1.098 ha, integral pe uscat.

## Localizare
Centrul sitului Calanchi pliocenici dell'Appennino faentino este situat la coordonatele 44°14′29″N 11°46′16″E / 44.241296°N 11.771101°E.

## Înființare
Situl Calanchi pliocenici dell'Appennino faentino a fost declarat sit de importanță comunitară în septembrie 2009 pentru a proteja 22 de specii de animale. Situl a fost protejat și ca arie specială de conservare în martie 2019.

## Biodiversitate
Situată în ecoregiunea continentală, aria protejată conține 5 habitate naturale: Formațiuni de Juniperus communis pe lande sau pajiști calcaroase, Pseudostepă cu ierburi și specii anuale de Thero-Brachypodietea, Pajiști uscate seminaturale și facies de acoperire cu tufișuri pe substraturi calcaroase (Festuco-Brometalia) (* situri importante pentru orhidee), Lacuri eutrofice naturale cu vegetație de tip Magnopotamion sau Hydrocharition, Galerii de Salix alba și de Populus alba.
La baza desemnării sitului se află mai multe specii protejate:
- păsări (17): fâsă-de-câmp (Anthus campestris), fâsă de pădure (Anthus trivialis), caprimulg (Caprimulgus europaeus), erete cenușiu (Circus pygargus), prepeliță (Coturnix coturnix), lăstun de casă (Delichon urbicum), presură de grădină (Emberiza hortulana), Hippolais polyglotta, rândunică (Hirundo rustica), sfrâncioc roșiatic (Lanius collurio), sfrâncioc cu cap roșu (Lanius senator), ciocârlie de pădure (Lullula arborea), codobatura galbenă (Motacilla flava), pietrar sur (Oenanthe oenanthe), grangur (Oriolus oriolus), pitulice sfârâitoare (Phylloscopus sibilatrix), pupăză (Upupa epops)
- amfibieni (1): Triturus carnifex
- mamifere (1): liliacul mic cu potcoavă (Rhinolophus hipposideros)
- nevertebrate (2): Euplagia quadripunctaria, rădașcă (Lucanus cervus)
- reptile (1): țestoasa de baltă (Emys orbicularis)

Pe lângă speciile protejate, pe teritoriul sitului au mai fost identificate 5 specii de plante, 5 specii de amfibieni, 6 specii de mamifere, 2 specii de nevertebrate, 7 specii de reptile.